# Polysyncraton miniastrum
Polysyncraton miniastrum är en sjöpungsart som beskrevs av Kott 2004. Polysyncraton miniastrum ingår i släktet Polysyncraton och familjen Didemnidae. Inga underarter finns listade i Catalogue of Life.